# Šandrovac
 Šandrovac  è un comune della Croazia di 2 095 abitanti della regione di Bjelovar e della Bilogora.